# Byrrhodes omnistrius
Byrrhodes omnistrius là một loài bọ cánh cứng thuộc chi Byrrhodes trong họ Ptinidae.